# Чаки (телесериал)
«Чаки» (англ. Chucky) — американский телесериал в жанре чёрной комедии и слэшера режиссёра Дона Манчини, являющийся частью вселенной оригинальной серии фильмов. Хронологически сериал следует за фильмом «Культ Чаки». Премьера состоялась 12 октября 2021 года, под руководством каналов Syfy и USA Network.
В ноябре 2021 года сериал был продлен на второй сезон, премьера которого состоялась 5 октября 2022 года. В январе 2023 года сериал продлили на третий сезон.
В сентябре 2024 года сериал был закрыт после трёх сезонов.

## Сюжет
"Чаки" - это американский телесериал жанра ужасов и триллера, который вновь возвращает зрителей в мир легендарной куклы Чаки. В центре сюжета - мистическая кукла Чаки, обладающая дьявольским интеллектом и способная к самостоятельным действиям. После серии жутких убийств, связанных с Чаки, кукла попадает в руки молодого парня, который не подозревает о ее истинной сущности. С каждой серией главный герой понимает, что Чаки обладает не только зловещей силой, но и стремится к избавлению от всех, кто становится ему на пути. Ситуация усложняется тем, что кукла начинает влиять на окружающих, разжигая страх и паранойю. Герой должен найти способ остановить Чаки, прежде чем это станет поздно. "Чаки" - это напряженный и атмосферный сериал, который перенесет зрителей в мир темных секретов и невероятных событий.

## В ролях
= Главная роль в сезоне
     = Второстепенная роль в сезоне
     = Гостевая роль в сезоне
     = Не появляется

### Главные роли
| Закари Артур      | Джейк Уилер              | 8 | 7 | 8 | 23 |
| Бьёргвин Арнарсон | Дэвон Эванс              | 8 | 7 | 8 | 23 |
| Аливия Алин Линд  | Александра «Лекси» Кросс | 8 | 7 | 8 | 23 |
| Тео Брионес       | Джуниор Уилер            | 8 |   |   | 8  |
| Брэд Дуриф        | Чаки / Чарльз Ли Рэй     | 8 | 8 | 8 | 24 |
| Девон Сава        | Лукас Уилер              | 1 |   | 1 | 2  |
| Девон Сава        | Логан Уилер              | 7 |   |   | 7  |
| Девон Сава        | отец Брайс               |   | 5 |   | 5  |
| Девон Сава        | Джеймс Коллинс           |   |   | 8 | 8  |
| Всего эпизодов    | Всего эпизодов           | 8 | 8 | 8 | 24 |

- Закари Артур — Джейк Уилер, четырнадцатилетний мальчик, который покупает Чаки на гаражной распродаже для своего арт-проекта
- Бьёргвин Арнарсон — Дэвон Эванс, лучший друг Джуниора и любовный интерес (позже парень) Джейка
- Аливия Алин Линд — Александра «Лекси» Кросс, девушка Джуниора и главный враг (позже подруга) Джейка
- Тео Брионес — Джуниор Уилер (сезон 1), двоюродный брат Джейка, парень Лекси
- Брэд Дуриф — Чаки / Чарльз Ли Рэй, серийный убийца, который перед смертью превратил свою душу в куклу
- Девон Сава —
  - Лукас Уилер (гость, сезон 1), жестокий отец Джейка, дядя Джуниора и брат-близнец Логана
  - Логан Уилер (сезон 1), отец Джуниора, дядя Джейка, муж Бри и брат-близнец Лукаса
  - отец Брайс (сезон 2)
  - Чаки / Чарльз Ли Рэй (гость, сезон 2), серийный убийца, который вселился в тело отца Брайса
  - Джеймс Коллинс (сезон 3, главная роль), президент США

### Второстепенные роли
| Лекса Дойг            | Бри Уилер                     | 6 |   |   | 6  |
| Барбара Элин Вудс     | мэр Мишель Кросс              | 7 | 2 |   | 9  |
| Майкл Терриоль        | Нэйтан Кросс                  | 7 |   |   | 7  |
| Майкл Терриоль        | Спенсер Роудс                 |   |   | 6 | 6  |
| Рейчел Кассеус        | детектив Кимберли «Ким» Эванс | 6 |   |   | 6  |
| Карина Лондон Баттрик | Кэролайн Кросс                | 7 | 2 | 2 | 11 |
| Дэвид Колсмит         | Чарльз Ли Рэй в 7 лет         | 3 | 1 | 1 | 5  |
| Фиона Дуриф           | Ника Пирс                     | 4 | 5 | 3 | 12 |
| Фиона Дуриф           | Чаки / Чарльз Ли Рэй          | 3 |   |   | 3  |
| Дженнифер Тилли       | Тиффани Валентайн             | 4 | 6 | 5 | 15 |
| Дженнифер Тилли       | Дженнифер Тилли               | 1 | 2 |   | 3  |
| Кристин Элис          | Кайл                          | 3 | 4 |   | 7  |
| Алекс Винсент         | Энди Барклай                  | 4 | 4 | 1 | 9  |
| Блейзи Крокер         | Тиффани Валентайн в 80-х      | 4 |   |   | 4  |
| Яна Пек               | Мэган Маквей                  | 3 |   |   | 3  |
| Трэвис Милн           | детектив Шон Пейтон           | 3 |   |   | 3  |
| Эйвери Эстевес        | Оливер Хэйден                 | 3 |   |   | 3  |
| Энни Бриггс           | Рэйчел Фэйрчайлд              | 5 | 1 | 3 | 9  |
| Розмари Дансмор       | доктор Аманда Микстер         | 2 | 6 |   | 8  |
| Лара Джин Чоростецки  | сестра Рут                    |   | 6 |   | 6  |
| Лара Джин Чоростецки  | Шарлотта Коллинс              |   |   | 8 | 8  |
| Белла Хиггинботэм     | Надин                         |   | 5 |   | 5  |
| Андреа Картер         | сестра Кэтрин                 |   | 5 |   | 5  |
| Лаклан Уотсон         | Глен                          |   | 5 |   | 5  |
| Лаклан Уотсон         | Гленда                        |   | 5 |   | 5  |
| Джордан Кронис        | Тревор                        |   | 3 |   | 3  |
| Джексон Келли         | Грант Коллинс                 |   |   | 8 | 8  |
| Каллум Винсон         | Генри Коллинс                 |   |   | 7 | 7  |
| К. К. Коллинз         | Куп                           |   |   | 8 | 8  |
| Франко Ло Прести      | Хайкс                         |   |   | 7 | 7  |
| Гил Беллоуз           | Уорен Прайс                   |   |   | 6 | 6  |
| Всего эпизодов        | Всего эпизодов                | 8 | 8 | 8 | 24 |

- Лекса Дойг — Бри Уилер (сезон 1), тетя Джейка, мать Джуниора и жена Логана
- Барбара Элин Вудс — мэр Мишель Кросс (сезон 1: гость, сезон 2), мать Лекси и Кэролайн, жена Нэйтана
- Майкл Терриоль —
  - Нэйтан Кросс (сезон 1), отец Лекси и Кэролайн, муж Мишель
  - Спэнс (сезон 3), советник президента США
- Рейчел Кассеус — детектив Кимберли «Ким» Эванс (сезон 1), мать Дэвона
- Карина Лондон Баттрик — Кэролайн Кросс (сезон 1: гость, сезон 2), младшая сестра Лекси
- Дэвид Колсмит — Чарльз Ли Рэй в 7 лет (сезон 1: гость, сезон 2)
- Фиона Дуриф —
  - Ника Пирс, парализованная женщина, которая после событий «Культ Чаки» была одержима Чаки
  - Чаки / Чарльз Ли Рэй серийный убийца, который вселился в тело Ники Пирс. Дуриф также играет Чарльза Ли Рея в 80-х годах (озвучивание Брэд Дуриф).
- Дженнифер Тилли —
  - Тиффани Валентайн, бывшая любовница и соучастница преступлений Чаки
    - Тилли также овучивает кукольную версию Тиффани из фильма «Невеста Чаки»

  - Дженнифер Тилли (голос, сезон 2), актриса, в тело которой вселилась Тиффани, и чья душа перенеслась в куклу.
- Кристин Элис[англ.] — Кайл[англ.], приёмная сестра Энди
- Алекс Винсент — Энди Барклай[англ.], заклятый враг Чаки
- Блейзи Крокер — Тиффани Валентайн в 80-х (озвучивание Дженнифер Тилли)
- Яна Пек — директор школы Мэган Маквей (сезон 1)
- Трэвис Милн — детектив Шон Пэйтон (сезон 1)
- Эйвери Эстевес — Оливер Хэйден (сезон 1), одноклассник Джейка
- Энни Бриггс — Рэйчел Фэйрчайлд (сезон 1, 3; гость, сезон 2), учитель биологии в школе
- Розмари Дансмор —
  - доктор Аманда Микстер
  - Чаки / Чарльз Ли Рэй серийный убийца, который вселился в тело доктора Микстер (сезон 2)
- Лара Джин Чоростецки —
  - сестра Рут (сезон 2)
  - Шарлотта Коллинс (сезон 3), Первая леди США
- Белла Хиггинботэм — Надин (сезон 2)
- Андреа Картер — сестра Кэтрин (сезон 2)
- Лаклан Уотсон —
  - Глен (сезон 2), небинарный ребёнок Чаки и Тиффани, который не любит насилие и воздерживается от убийств. Уотсон заменил Бинса Эль-Балави в человеческом образе Глена.
  - Гленда (сезон 2), небинарный ребёнок Чаки и Тиффани, который более склонен к насилию и готов убивать. Уотсон заменил Кристину Хьюит в человеческом образе Гленды.
- Джордан Кронис — Тревор (сезон 2)
- Джексон Келли — Грант Коллинс (сезон 3)
- Каллум Винсон — Генри Коллинс (сезон 3)
- К. К. Коллинз — Куп (сезон 3)
- Франко Ло Прести — Хайкс (сезон 3)
- Гил Беллоуз — Уорен Прайс (сезон 3)

### Приглашённые звёзды
- Тайлер Бариш — Чарльз Ли Рэй (14 лет) (гость, сезон 1; гость, сезон 2)
- Джина Гершон — играет саму себя (сезон 2)
- Лив Морган — играет саму себя (сезон 2)
- Джо Пантолиано — играет сам себя (сезон 2)
- Саттон Стрэкл — играет саму себя (сезон 2)
- Мег Тилли — играет саму себя (сезон 2)
- Билли Бойд — голос Дж. Дж. Валентайна, объеденнёного в теле куклы разума Глена и Гленды. Бойд вернулся к своей роли из фильма «Потомство Чаки» (сезон 2)

## Сезоны
| Сезон       | Сезон | Эпизоды | Эпизоды        | Оригинальная дата выхода | Оригинальная дата выхода |
| Сезон       | Сезон | Эпизоды | Эпизоды        | Премьера сезона          | Финал сезона             |
| ----------- | ----- | ------- | -------------- | ------------------------ | ------------------------ |
|             | 1     | 8       | 8              | 12 октября 2021          | 30 ноября 2021           |
|             | 2     | 8       | 8              | 5 октября 2022           | 23 ноября 2022           |
|             | 3     | 8       | 4 (Часть 1)    | 4 октября 2023           | 25 октября 2023          |
| 4 (Часть 2) | 3     | 8       | 10 апреля 2024 | 1 мая 2024               |                          |

## Список эпизодов

### Сезон 1 (2021)
| № в сериале | № в сезоне | Название                                                                     | Режиссёр      | Автор сценария                        | Дата премьеры   |
| ----------- | ---------- | ---------------------------------------------------------------------------- | ------------- | ------------------------------------- | --------------- |
| 1           | 1          | «Смерть в результате несчастного случая» «Death By Misadventure»             | Дон Манчини   | Дон Манчини                           | 12 октября 2021 |
| 2           | 2          | «Дай мне поесть чего-нибудь вкусненького» «Give Me Something Good To Eat»    | Дэрмотт Доунс | Харли Пэйтон и Дон Манчини            | 19 октября 2021 |
| 3           | 3          | «Я люблю обниматься» «I Like To Be Hugged»                                   | Дэрмотт Доунс | Ник Зиглер и Сара Акоста              | 26 октября 2021 |
| 4           | 4          | «Просто отпусти» «Just Let Go»                                               | Лэсли Либман  | Мэллори Уэстфолл и Ким Гарлэнд        | 2 ноября 2021   |
| 5           | 5          | «Малюсенькая ложь» «Little Little Lies»                                      | Лэсли Либман  | Харли Пэйтон и Рэйчел Парадис         | 9 ноября 2021   |
| 6           | 6          | «Мыс краха» «Cape Queer»                                                     | Самир Рэхэм   | Ник Зиглер и Сара Акоста              | 16 ноября 2021  |
| 7           | 7          | «Чем больше скорби, тем больше потерь» «Twice The Grieving, Double The Loss» | Самир Рэхэм   | Мэллори Уэстфолл и Изабэлла Гутьеррэс | 23 ноября 2021  |
| 8           | 8          | «Роман для расчленения» «An Affair To Dismember»                             | Джефф Ренфроу | Дон Манчини и Харли Пэйтон            | 30 ноября 2021  |

### Сезон 2 (2022)
| № в сериале | № в сезоне | Название                                                       | Режиссёр      | Автор сценария                               | Дата премьеры   |
| ----------- | ---------- | -------------------------------------------------------------- | ------------- | -------------------------------------------- | --------------- |
| 9           | 1          | «Хэллоуин 2» «Halloween II»                                    | Джефф Ренфроу | Дон Манчини                                  | 5 октября 2022  |
| 10          | 2          | «С грешниками гораздо веселее» «The Sinners Are Much More Fun» | Самир Рехем   | Мэллори Уэстфолли и Дон Манчини              | 12 октября 2022 |
| 11          | 3          | «Возрадуйся, Мария!» «Hail Mary!»                              | Самир Рехем   | Ник Зиглер и Рэйчел Паради                   | 19 октября 2022 |
| 12          | 4          | «Отрицая смерть» «Death On Denial»                             | Дон Манчини   | Алекс Делайл и Ким Гарланд                   | 26 октября 2022 |
| 13          | 5          | «Кукла на куклу» «Doll On Doll»                                | Лесли Либман  | Мэллори Уэстфолл и Изабелла Гутьеррес        | 2 ноября 2022   |
| 14          | 6          | «Воистину воскрес» «He Is Risen Indeed»                        | Лесли Либман  | Алекс Делайл и Ким Гарланд                   | 9 ноября 2022   |
| 15          | 7          | «Поход в капеллу» «Goin' to The Chapel»                        | Джон Хайамс   | Ник Зиглер и Аманда Бланчард                 | 16 ноября 2022  |
| 16          | 8          | «Вообще-то, Чаки» «Chucky Actually»                            | Джефф Ренфроу | Алекс Делайл, Мэллори Уэстфолл и Дон Манчини | 23 ноября 2022  |

### Сезон 3 (2023 ― 2024)
| № в сериале | № в сезоне | Название                                  | Режиссёр      | Автор сценария                                 | Дата премьеры   |
| Часть 1     |            |                                           |               |                                                |                 |
| ----------- | ---------- | ----------------------------------------- | ------------- | ---------------------------------------------- | --------------- |
| 17          | 1          | «Убийство в Белом Доме» «Murder at 16:00» | Джефф Ренфроу | Дон Манчини, Ник Зиглер и Рэйчел Паради        | 4 октября 2023  |
| 18          | 2          | «Впусти меня» «Let the Right One In»      | Джон Хайамс   | Дон Манчини и Катерина Схетина                 | 11 октября 2023 |
| 19          | 3          | «Тело Дженнифер» «Jennifer's Body»        | Джон Хайамс   | Дон Манчини, Алекс Делайл и Рэйчел Паради      | 18 октября 2023 |
| 20          | 4          | «Бритва» «Dressed to Kill»                | Джефф Ренфроу | Дон Манчини, Рэйчел Паради и Катерина Схетина  | 25 октября 2023 |
| Часть 2     |            |                                           |               |                                                |                 |
| 21          | 5          | «Смерть ей к лицу» «Death Becomes Her»    | Самир Рехем   | Дон Манчини, Ник Зиглер и Аманда Бланшар       | 10 апреля 2024  |
| 22          | 6          | «Комната страха» «Panic Room»             | Самир Рехем   | Дон Манчини, Алекс Делайл и Изабелла Гутьеррес | 17 апреля 2024  |
| 23          | 7          | «Нефть» «There Will Be Blood»             | Аманда Роу    | Дон Манчини, Кэтрин Схетина и Джош Э. Джейкобс | 24 апреля 2024  |
| 24          | 8          | «Пункт назначения» «Final Destination»    | Джефф Ренфро  | Дон Манчини, Алекс Делайл и Ник Зиглер         | 1 мая 2024      |

## Разработка
В 2018 году сценарист и режиссёр серии фильмов о кукле-убийце Дон Манчини в интервью порталу Bloody Disgusting рассказал, что вместе с продюсером франшизы Дэвидом Кершнером работает над сериалом, который будет продолжением фильмов о Чаки. 22 июня Манчини опубликовал в своём Твиттере тизер-постер сериала «Детские игры».
29 января 2019 года стало известно, что сериал выйдет на телеканале Syfy, а в команду создателей пришли Ник Антоска, который уже закончил работу над своим сериалом «Нулевой канал» для этого же телеканала, а также продюсер Дэвид Киршнер.
12 февраля Ник Антоска рассказал, что сериал, имеющий на данным момент рабочее название «Чаки» (Chucky), будет ближе по атмосфере к первым двум фильмам серии, то есть относиться к жанру ужасов. Кроме того, он заявил о возможном привлечении к работе Дженнифер Тилли, Фионы Дуриф и Брэда Дуриф.
27 апреля Дон Манчини подтвердил, что премьера сериала состоится в 2020 году.
12 января 2020 года телеканал Syfy официально заказал сериал, который окончательно получил название «Чаки».
Из-за пандемии коронавируса COVID-19 премьеру сериала пришлось перенести на следующий год. Таким образом его премьера состоится в США 12 октября 2021 года. В России — 13 октября на телеканале Viasat Premier, а также в онлайн-кинотеатрах Vip Play и КиноПоиск HD. Позднее сериал был показан и на телеканале Viasat Serial. 29 ноября 2021 года сериал «Чаки» был продлён на второй сезон, который стартует в 2022 году.
Съемки третьего сезона должны начаться 27 апреля и, как ожидается, продлятся до 28 августа 2023 года в Торонто